# Aimee Willmott
Aimee Willmott (Middlesbrough, 26 febbraio 1993) è una nuotatrice britannica.

## Palmarès
- Europei

Berlino 2014: argento nei 200 m misti; bronzo nei 400 m misti.
Budapest 2020: argento nei 400 m misti.
- Europei in vasca corta

Chartres 2012: bronzo negli 800 m sl.
Herning 2013: bronzo nei 400 m misti.
- Giochi del Commonwealth

Glasgow 2014: argento nei 200 m farfalla e nei 400 m misti.
Gold Coast 2018: oro nei 400 m misti.